# Schaumburg (Illinois)
Pour les articles homonymes, voir Schaumburg.
Schaumburg (en anglais : [ˈʃɔːmbərɡ]) est une ville située à cheval sur deux comtés, le comté de Cook et le comté de DuPage, dans la banlieue nord-ouest de Chicago, dans l'État de l'Illinois aux États-Unis. La population de la ville est de 74 227 habitants (2010). Schaumburg abrite le Woodfield Mall, qui est le huitième plus grand centre commercial du pays.
La ville est le siège de Motorola et de US Robotics Corporation.

## Histoire
Le site fut tout d'abord occupé par des indiens des tribus Sauks, Mesquakies, Potéouatamis et Kickapous. L'origine de la ville remonte au milieu du XIXe siècle quand des colons allemands et des américains venant de la côte Atlantique s'installent dans la région. Le nom d'origine de Schaumburg était Sarah's Grove.
En 1850, les discussions pour baptiser la ville hésitaient entre Lutherville et Lutherburg. Finalement un puissant propriétaire foncier du nom de Frederick Nerge s'écria en allemand Schaumburg schall et heiten! (Elle s'appellera Schaumburg) et le nom de Schaumburg reçut l'approbation des habitants. En effet ce nom provient de Schaumburg-Lippe, une région d'Allemagne d'où de nombreux colons étaient originaires.

## Géographie
Selon le Bureau du recensement des États-Unis, la ville de Schaumburg a une superficie totale de 49,5 km2. La ville est bordée au nord par l'Interstate 90 et à l'est se trouve l'aéroport international O'Hare de Chicago.